# Patinação artística nos Jogos Olímpicos de Inverno de 2022
As competições de patinação artística nos Jogos Olímpicos de Inverno de 2022 foram realizadas no Estádio Indoor da Capital, em Pequim. A modalidade estreou no dia da cerimônia de abertura, em 4 de fevereiro, com a competição por equipes, e foi disputada até 19 de fevereiro.

## Programação
A seguir está a programação da competição para os cinco eventos da modalidade.
Horário local (UTC+8).
| Data            | Horário | Evento                                             |
| --------------- | ------- | -------------------------------------------------- |
| 4 de fevereiro  | 9:55    | Evento por equipes – programa curto (masculino)    |
| 4 de fevereiro  | 11:35   | Evento por equipes – dança rítmica (dança no gelo) |
| 4 de fevereiro  | 13:15   | Evento por equipes – programa curto (duplas)       |
| 6 de fevereiro  | 9:30    | Evento por equipes – programa curto (feminino)     |
| 6 de fevereiro  | 11:50   | Evento por equipes – programa livre (masculino)    |
| 7 de fevereiro  | 9:15    | Evento por equipes – programa livre (duplas)       |
| 7 de fevereiro  | 10:30   | Evento por equipes – dança livre (dança no gelo)   |
| 7 de fevereiro  | 11:35   | Evento por equipes – programa livre (feminino)     |
| 8 de fevereiro  | 9:15    | Individual masculino – programa curto              |
| 10 de fevereiro | 9:30    | Individual masculino – programa livre              |
| 12 de fevereiro | 19:00   | Dança no gelo – dança rítmica                      |
| 14 de fevereiro | 9:15    | Dança no gelo – dança livre                        |
| 15 de fevereiro | 18:00   | Individual feminino – programa curto               |
| 17 de fevereiro | 18:00   | Individual feminino – programa livre               |
| 18 de fevereiro | 18:30   | Duplas – programa curto                            |
| 19 de fevereiro | 19:00   | Duplas – programa livre                            |

## Qualificação
Um total de 144 vagas estavam disponíveis para os patinadores competirem nos Jogos. Um máximo de 18 atletas poderiam ser inscritos por cada Comitê Olímpico Nacional, sendo um máximo de 9 homens ou 9 mulheres. Havia também uma "cota adicional de atletas" que permitia até um máximo de mais 5 patinadores no total, elevando o total potencial para 149. O país anfitrião (China) teve a prioridade para essas vagas adicionais para que, se cumprissem os requisitos mínimos, pudessem ter uma vaga em cada evento, com exceção da prova por equipes. Se não fossem utilizadas, essas cinco vagas poderiam ser usadas para qualificar nações para o evento por equipes se elas precisassem de mais vagas em uma determinada disciplina.

## Medalhistas
| Evento                        | Ouro | Prata | Bronze |
| ----------------------------- | --- | --- | --- |
| Individual feminino detalhes  | Anna Shcherbakova ROC                                                                                         | Alexandra Trusova ROC | Kaori Sakamoto JPN Japão |
| Individual masculino detalhes | Nathan Chen USA Estados Unidos                                                                                | Yuma Kagiyama JPN Japão | Shoma Uno JPN Japão |
| Duplas detalhes               | Sui Wenjing Han Cong CHN China                                                                                | Evgenia Tarasova Vladimir Morozov ROC | Anastasia Mishina Aleksandr Galliamov ROC                                                                                           |
| Dança no gelo detalhes        | Gabriella Papadakis Guillaume Cizeron FRA França                                                              | Victoria Sinitsina Nikita Katsalapov ROC | Madison Hubbell Zachary Donohue USA Estados Unidos                                                                                  |
| Equipes detalhes              | Mark Kondratiuk Kamila Valieva Anastasia Mishina Aleksandr Galliamov Victoria Sinitsina Nikita Katsalapov ROC | Nathan Chen[C] Vincent Zhou[L] Karen Chen Alexa Knierim Brandon Frazier Madison Hubbell[C] Zachary Donohue[C] Madison Chock[L] Evan Bates[L] USA Estados Unidos | Shoma Uno[C] Yuma Kagiyama[L] Wakaba Higuchi[C] Kaori Sakamoto[L] Riku Miura Ryuichi Kihara Misato Komatsubara Tim Koleto JPN Japão |

C. ^ Competiram apenas no programa curto/dança rítmica
L. ^ Competiram apenas no programa/dança livre

## Quadro de medalhas
| Ordem | País               | Medalha de ouro | Medalha de prata | Medalha de bronze |    | Ordem por total |
| ----- | ------------------ | --------------- | ---------------- | ----------------- | -- | --------------- |
| 1     | ROC                | 2               | 3                | 1                 | 6  | 1               |
| 2     | USA Estados Unidos | 1               | 1                | 1                 | 3  | 3               |
| 3     | CHN China          | 1               |                  |                   | 1  | 4               |
|       | FRA França         | 1               |                  |                   | 1  | 4               |
| 5     | JPN Japão          |                 | 1                | 3                 | 4  | 2               |
| TOTAL | TOTAL              | 5               | 5                | 5                 | 15 | —               |